# Svenska kröningar

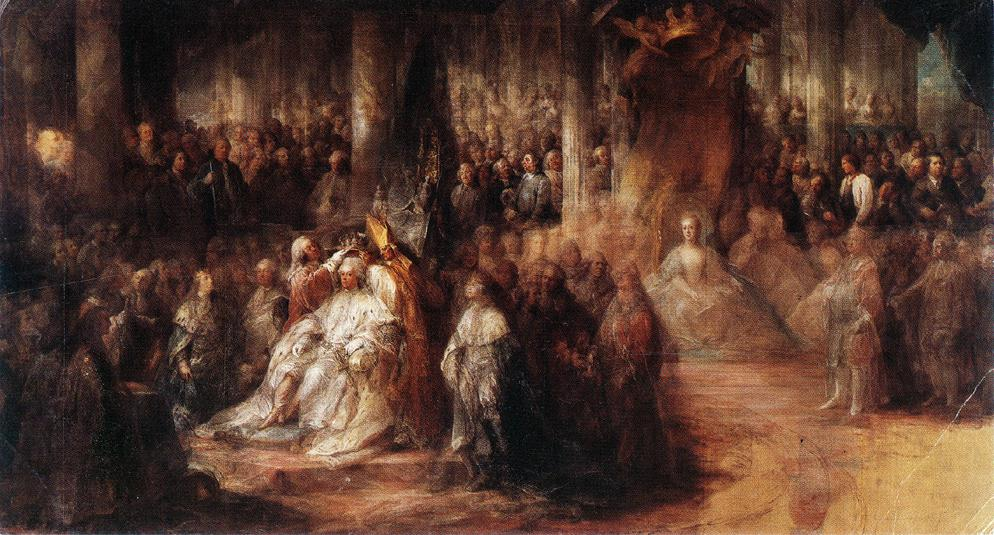
Gustav III:s kröning i Storkyrkan i Stockholm 1772.

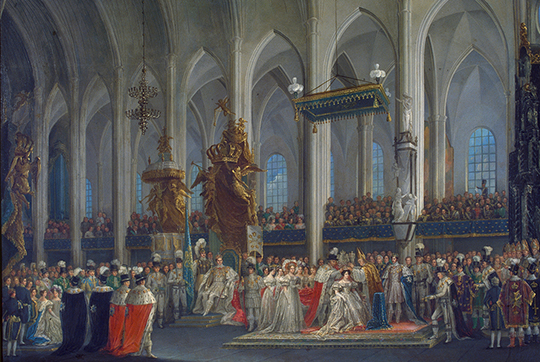
Drottning Desideria kröns i Storkyrkan Stockholm 1829.

Svenska kröningar börjar antagligen med Erik Knutsson som är den förste svenske regent som man vet blev krönt. Det är möjligt att hans föregångare Sverker den yngre kröntes i Linköping 1200, men detta är inte säkert. 
Därefter kröntes de flesta svenska kungar och regerande drottningar fram till Oscar II, vars kröning blev Sveriges senaste (1873). Vissa medeltida kungar, såsom Albrekt av Mecklenburg, kröntes inte och ej heller kröntes riksföreståndarna under Kalmarunionens tid, eftersom de inte var kungar. Däremot kröntes vanligtvis även kungarnas drottninggemåler med egna regalier samtidigt med regenterna, eller senare om kungen hade krönts innan de gifte sig. 
I modern tid avstod Gustaf V från kröning och detta har fortsatts av efterkommande regenter.

## Kröningsorter
Den klassiska kröningsorten har varit Uppsala, i vars domkyrka tolv kröningar har ägt rum mellan 1441 och 1719. Även om en kröning mer (tretton stycken) har utförts i Stockholm och den första där ägde rum redan 1336 var det först under 1700-talet, som denna ort tog över som regelbunden kröningsort. Under 1200- och 1300-talen utfördes två kröningar i Gamla Uppsala, två i Linköping, en i Strängnäs, två i Söderköping och en i Kalmar. Därefter gjordes endast ett avsteg från regeln Uppsala eller Stockholm, vilket var Gustav IV Adolfs kröning 1800, som ägde rum i Norrköping, dit riksdagen var förlagd, eftersom den politiska stämningen i Stockholm ansågs alltför osäker.

## Tidpunkt
Då kröningen har varit en manifestation av regentens makt har det varit viktigt att bli krönt så snart som möjligt efter trontillträdet. Det kan då noteras, att den som har fått vänta längst med kröningen har varit drottning Kristina, som fick vänta i nästan 18 år på sin kröning. Man ska dock minnas att det i hennes och flera andra regenters fall (Birger Magnusson, Magnus Eriksson och Karl XI) har berott på, att regenterna har varit omyndiga och att kröningen inte har skett så långt efter deras myndighet. Valdemar Birgersson blev emellertid krönt redan under sin omyndighetstid. Om man räknar tiden efter myndigheten är Birger Magnusson den som fick vänta längst på sin kröning, cirka sju år. Kortast väntetid fick Karl X Gustav, som kröntes samma dag som han blev kung.

## Ceremonin
Från och med Erik XIV etablerades ett mönster för kröningsceremonin, vilken förrättades av ärkebiskopen (genom smörjelsen fick regenten religiös sanktion för sitt trontillträde). Var regenten gift kröntes gemålen samtidigt, i annat fall efter vigseln. Regenten trädde under kröningen fram inför biskoparna utanför domkyrkan där ärkebiskopen hälsade honom med orden "Välsignad vare Han, som kommer i Herrens namn!" varefter biskopen av Linköping läser följande bön;
| ” | O! Herre Gud! Himmelske Fader! Du, som vet, att ingen menniska förmår af sin egen kraft blifva väl bestående, gif Nåd, att denne Din Tjenare hvilken Du öfver Ditt folk till en Regent satt hafver, må igenom Din Gudomliga hjelp styrk varda, allom till tröst och hugad, som Dess Regemente undergifne äro, genom Din Son, vår Herre, Jesum Christum! | „ |

Därefter steg kungen tillsammans med biskoparna, till körers sång och trumpeters dön in i kröningskyrkan och fram till koret. Därefter fortsatte kröningen med följande delar.

### Smörjelsen
Smörjelsen inleds med att kröningsmanteln tas från sin plats på altaret och placeras över kungens axlar, en symbol för den kungliga värdigheten. Kungen faller då på knä framför en bibel som är uppslagen på Johannesevangeliets första kapitel. Därefter avlägger kungen sin kunged varefter han knäpper upp sin skjorta och blir smord av ärkebiskopen med en helig olja över pannan, bröstet, skuldrorna, axlarna, handlederna samt händerna. I samband med detta uttalar ärkebiskopen följande bön:
| ” | Den Allsmägtige Evige Gud ingjute Sin Heliga Anda uti Eder själ och sinne, upsåt och företag, igenom hvilkens gåfva I så mågen styra Land och Rike, att det må lända Gud till pris och ära, rätt och rättvisa till styrko, Land och Folk till godo. | „ |

Oljan ansågs ingjuta rättfärdighet i kungen samt mildhet och styrka att bära och skydda sitt folk.

### Kronan
Kungen fördes fram till tronen som stod i koret, där sattes kronan på hans huvud av ärkebiskopen och statsministern, kronan symboliserar den konungsliga makten. Under det att kronan placeras läser ärkebiskopen följande bön:
| ” | Gud allsmägtig, Himmelns och Jordens Herre, som Rikets Krona Eder, gifvit hafver, styrke Eder uti alla Konungsliga och Christliga dygder, att Land och Rike må genom Edert goda och lyckosamma Regemente sig förkofra och förbättra, och att I, efter det timliga och förgängliga Riket, mågen blifva delaktig af Det, som evigt är, och der bekomma den Kronan, som Gud alla rättfärdiga förvarat hafver. | „ |

### Spiran, äpplet och nyckeln
Kungen fick nu spiran i sin hand av ärkebiskopen, symbolen för den regerande makten, att kunna styra och döma i riktet med rättvisa och rättfärdighet, med följande bön:
| ” | Den Allsmägtige Guden, som satt Eder att med Konungsligt välde råda öfver Sitt folk, och befallt, att I med rättfärdighet detta folket regera och döma skolen, Han förläne och eder Nåd att alltid rätta Eder efter den Eviga Konungen, hvars Spira är en rättvis Spira; altid älska rättfärdigheten och hata ogudaktigt väsende, genom vår Herre Jesum Christum! | „ |

Därefter får kungen riksäpplet, som är symbolen för den territoriella makten, under bönen:
| ” | Gud, som Eder satt hafver till Sveriges, Göthes och Wendes Konung förläne Eder sin Nåd, att i Riket hålla mågen vid full magt och välstånd, Honom till pris och ära, Eder berömelse, Sveriges Män och detta Landet till gagn, frid och evighet! | „ |

Sedan mottog konungen även riksnyckeln, som symboliskt skulle utestänga allt ont från riket samt bevara allt det som var gott, under följande bön;
| ” | Gud den Allsmägtige, som Eder af sin Gudomliga Försyn till denna Konungsliga ära uphöjt hafver, gifve Eder Nåd att öpna vishetens och sanningens skatter, för Edert Folk, att utestänga villkor, laster och duglöshet ur Edert Rike, samt bereda åt den idoge trefnad och förkofran, lättnad och tröst åt den lidande och bedröfvade! | „ |

### Svärdet
Svärdet överlämnas till kungen, vilket var symbolen för hans trohet mot sitt ämbete samt för den juridiska makten, för att han skulle skydda det goda och straffa det onda. Svärdet bärs dessutom till kröningen i sin skida liggande på ett hyende men bärs från kröningen blottat framför kungen.
| ” | Gud, som Eder Svärdet antvardat hafver, att I dermed skolen beskydda de fromma och rättsinniga, men straffa de vrångvisa, de der lag och rätt ej akta, och Eder Sjelf eller Landet förderfva vilja, gifve ock Eder Sin Heliga Nåd, att I alltid mågen varda vid en god tröst till att manligen strida och uträtta Edert värf till Guds ära, Edert samvetes frid och Edra undersåtares välfärd, genom Jesum Christum, vår herre! | „ |

### Ringen
Under vissa kröningar finns det även en kröningsring, dock inte alla. Ärkebiskopen sätter på konungen vita handskar och trär kröningsringen på ett av hans fingrar. Detta symboliserar att kungen skall bevara den rätta evangeliska tron.

### Utropandet
Därefter utropade rikshärolden: "Nu är NN krönter konung över Svea och Göta landom och dess underliggande provinser, han och ingen annan".
Församlingen svarade därefter med "Leve Konungen".

### Eder
Efter kröningen avläggs traditionellt två eder. Den första eden avläggs till kungen av kronprinsen  och till tronen arvsberättigade prinsar. Eden avges med att långfingret och pekfingret på höger hand hålls uppe medan eden svärs, och därefter kysser man konungens hand.
När prinsarna avlagt sin ed ropar rikshärolden: "Gode herrar af Ridderskapet och Adeln, Gode män af PresteStåndet, Gode Män af Borgare-Ståndet och Gode män af Bonde-Ståndet, gören KONUNGEN Eder Ed!" efter Representationsreformen 1866 utropas istället: "Gode Herrar och Män af Riksdagens båda Kamrar, gören KONUNGEN Eder Ed!". Samtliga riksdagsledamöter reser sig på sina platser och uttalar tillsammans eden.

### Te deum och utnämningar
Te Deum framfördes av en kör när regenten satt sig på tronen. Det var vanligt att den nye monarken utsåg grevar, friherrar och adel vid kröningen.

## Regenter
| Namn                   | Bild                                       | Regeringstillträde | Kröningsort   | Kröningsdatum     | Kröningsofficiant                    | Tid mellan tillträde och kröning       | Källor |
| ---------------------- | ------------------------------------------ | ------------------ | ------------- | ----------------- | ------------------------------------ | -------------------------------------- | ------ |
| Erik Knutsson          | Erik Knutssons sigill                      | 31 januari 1208    | Gamla Uppsala | November 1210     | Ärkebiskop Valerius                  | Cirka 1 år och 9 månader               |        |
| Johan Sverkersson      | Mynt slaget av kung Johan                  | 1216               | Linköping     | 7 augusti 1219    | Ärkebiskop Valerius                  | Cirka 3 år                             |        |
| Erik läspe och halte   | Erik Erikssons sigill                      | 1222 eller 1223    | Strängnäs     | 31 juli 1224      |                                      | Cirka 1 år                             |        |
| Valdemar Birgersson    | Skulptur av kung Valdemar i Skara domkyrka | 1250               | Linköping     | 1251              |                                      | 1 år                                   |        |
| Magnus Ladulås         |                                            | 22 juli 1275       | Gamla Uppsala | 24 maj 1276       |                                      | 10 månader och 2 dagar                 |        |
| Birger Magnusson       |                                            | 18 december 1290   | Söderköping   | 2 december 1302   |                                      | 11 år, 11 månader, 1 vecka och 6 dagar |        |
| Magnus Eriksson        |                                            | 8 juli 1319        | Stockholm     | 21 juli 1336      |                                      | 17 år, 1 vecka och 6 dagar             |        |
| Erik Magnusson         | Kung Eriks sigill                          | 17 oktober 1356    | Ej krönt      | Ej krönt          | Ej krönt                             | Ej krönt                               |        |
| Håkan Magnusson        | Kung Håkans sigill                         | 15 februari 1362   | Ej krönt      | Ej krönt          | Ej krönt                             | Ej krönt                               |        |
| Albrekt av Mecklenburg | Albrekts gravmonument                      | 15 februari 1364   | Ej krönt      | Ej krönt          | Ej krönt                             | Ej krönt                               |        |
| Drottning Margareta    | Margaretas gravbild                        | 24 februari 1389   | Ej krönt      | Ej krönt          | Ej krönt                             | Ej krönt                               |        |
| Erik av Pommern        | Polskt porträtt av kung Erik               | 23 juli 1396       | Kalmar        | 17 juni 1397      |                                      | 10 månader, 3 veckor och 4 dagar       |        |
| Kristofer av Bayern    |                                            | 13 september 1441  | Uppsala       | 14 september 1441 |                                      | 1 dag                                  |        |
| Karl Knutsson          |                                            | 20 juni 1448       | Uppsala       | 29 juni 1448      |                                      | 1 vecka och 2 dagar                    |        |
| Kristian I             |                                            | 23 juni 1457       | Uppsala       | 29 juni 1457      |                                      | 6 dagar                                |        |
| Hans                   |                                            | 6 oktober 1497     | Stockholm     | 26 november 1497  |                                      | 1 månad, 2 veckor och 6 dagar          |        |
| Kristian II            |                                            | 1 november 1520    | Stockholm     | 4 november 1520   | Ärkebiskop Gustav Trolle             | 3 dagar                                |        |
| Gustav Vasa            |                                            | 6 juni 1523        | Uppsala       | 12 januari 1528   | Biskop Magnus Haraldsson             | 4 år, 7 månader och 6 dagar            |        |
| Erik XIV               |                                            | 29 september 1560  | Uppsala       | 29 juni 1561      | Ärkebiskop Laurentius Petri Nericius | 9 månader                              |        |
| Johan III              |                                            | 30 september 1568  | Uppsala       | 10 juli 1569      | Ärkebiskop Laurentius Petri Nericius | 9 månader, 1 vecka och 3 dagar         |        |
| Sigismund              |                                            | 17 november 1592   | Uppsala       | 19 februari 1594  | Ärkebiskop Abraham Angermannus       | 1 år, 3 månader och 2 dagar            |        |
| Karl IX                |                                            | 22 mars 1604       | Uppsala       | 15 mars 1607      | Ärkebiskop Olaus Martini             | 2 år, 11 månader och 3 veckor          |        |
| Gustav II Adolf        |                                            | 30 oktober 1611    | Uppsala       | 12 oktober 1617   | Ärkebiskop Petrus Kenicius           | 5 år, 11 månader, 1 vecka och 5 dagar  |        |
| Kristina               |                                            | 6 november 1632    | Stockholm     | 20 oktober 1650   | Ärkebiskop Johannes Canuti Lenaeus   | 17 år, 11 månader och 2 veckor         |        |
| Karl X Gustav          |                                            | 6 juni 1654        | Uppsala       | 6 juni 1654       | Ärkebiskop Johannes Canuti Lenaeus   | Ingen tid alls                         |        |
| Karl XI                |                                            | 13 februari 1660   | Uppsala       | 28 september 1675 | Ärkebiskop Laurentius Stigzelius     | 15 år, 7 månader, 2 veckor och 1 dag   |        |
| Karl XII               |                                            | 5 april 1697       | Stockholm     | 14 december 1697  | Ärkebiskop Olaus Swebilius           | 8 månader, 1 vecka och 2 dagar         |        |
| Ulrika Eleonora        |                                            | 5 december 1718    | Uppsala       | 17 mars 1719      | Ärkebiskop Mattias Steuchius         | 3 månader, 1 vecka och 5 dagar         |        |
| Fredrik I              |                                            | 24 mars 1720       | Stockholm     | 3 maj 1720        | Ärkebiskop Mattias Steuchius         | 1 månad, 1 vecka och 2 dagar           |        |
| Adolf Fredrik          |                                            | 25 mars 1751       | Stockholm     | 26 november 1751  | Ärkebiskop Henric Benzelius          | 8 månader och 1 dag                    |        |
| Gustav III             |                                            | 12 februari 1771   | Stockholm     | 29 maj 1772       | Ärkebiskop Magnus Beronius           | 1 år, 3 månader, 2 veckor och 3 dagar  |        |
| Gustav IV Adolf        |                                            | 29 mars 1792       | Norrköping    | 3 april 1800      | Ärkebiskop Uno von Troil             | 8 år och 5 dagar                       |        |
| Karl XIII              |                                            | 6 juni 1809        | Stockholm     | 29 juni 1809      | Ärkebiskop Jacob Axelsson Lindblom   | 3 veckor och 2 dagar                   |        |
| Karl XIV Johan         |                                            | 5 februari 1818    | Stockholm     | 11 maj 1818       | Ärkebiskop Jacob Axelsson Lindblom   | 3 månader och 6 dagar                  |        |
| Oscar I                |                                            | 8 mars 1844        | Stockholm     | 28 september 1844 | Ärkebiskop Carl Fredrik af Wingård   | 6 månader, 2 veckor och 6 dagar        |        |
| Karl XV                |                                            | 8 juli 1859        | Stockholm     | 3 maj 1860        | Ärkebiskop Henrik Reuterdahl         | 9 månader, 3 veckor och 4 dagar        |        |
| Oscar II               |                                            | 18 september 1872  | Stockholm     | 12 maj 1873       | Ärkebiskop Anton Niklas Sundberg     | 7 månader, 3 veckor och 3 dagar        |        |
| Gustaf V               |                                            | 8 december 1907    | Ej krönt      | Ej krönt          | Ej krönt                             | Ej krönt                               |        |
| Gustav VI Adolf        |                                            | 29 oktober 1950    | Ej krönt      | Ej krönt          | Ej krönt                             | Ej krönt                               |        |
| Carl XVI Gustaf        |                                            | 15 september 1973  | Ej krönt      | Ej krönt          | Ej krönt                             | Ej krönt                               |        |
| Namn                   | Bild                                       | Regeringstillträde | Kröningsort   | Kröningsdatum     | Kröningsofficiant                    | Tid mellan tillträde och kröning       | Källor |

## Regentgemåler
| Namn                                | Bild | Gemål               | Kröningsort                      | Kröningsdatum                    | Kröningsofficiant                     | Källor |
| ----------------------------------- | ---- | ------------------- | -------------------------------- | -------------------------------- | ------------------------------------- | ------ |
| Helvig av Holstein                  |      | Magnus Ladulås      | Söderköping                      | 29 juli 1281                     |                                       |        |
| Märta av Danmark                    |      | Birger Magnusson    | Söderköping                      | 2 december 1302                  |                                       |        |
| Blanka av Namur                     |      | Magnus Eriksson     | Stockholm                        | 21 juli 1336                     |                                       |        |
| Beatrix av Bayern                   |      | Erik Magnusson      | Ej krönt                         | Ej krönt                         | Ej krönt                              |        |
| Rikardis av Schwerin                |      | Albrekt             | Ej krönt                         | Ej krönt                         | Ej krönt                              |        |
| Filippa av England                  |      | Erik av Pommern     | Lund                             | 26 oktober 1406                  |                                       |        |
| Dorotea av Brandenburg              |      | Kristofer av Bayern | Köpenhamn                        | 14 september 1445                | Ärkebiskop Tuve Nielsen               |        |
| Dorotea (andra gången drottning)    |      | Kristian I          | Uppsala                          | 3 juli 1457                      |                                       |        |
| Katarina Karlsdotter                |      | Karl Knutsson       | Uppsala                          | 2 juli 1448                      | Ärkebiskop Jöns Bengtsson             |        |
| Kristina Abrahamsdotter             |      | Karl Knutsson       | Ej krönt                         | Ej krönt                         | Ej krönt                              |        |
| Kristina av Sachsen                 |      | Johan II            |                                  | 1499                             |                                       |        |
| Elisabet av Österrike               |      | Kristian II         | Ej krönt (till svensk drottning) | Ej krönt (till svensk drottning) | Ej krönt (till svensk drottning)      |        |
| Katarina av Sachsen-Lauenburg       |      | Gustav Vasa         | Stockholm                        | 24 september 1531                |                                       |        |
| Margareta Leijonhufvud              |      | Gustav Vasa         | Uppsala                          | 6 oktober 1536                   |                                       |        |
| Katarina Stenbock                   |      | Gustav Vasa         | Vadstena                         | 22 augusti 1552                  |                                       |        |
| Karin Månsdotter                    |      | Erik XIV            | Stockholm                        | 5 juli 1568                      |                                       |        |
| Katarina Jagellonica                |      | Johan III           | Uppsala                          | 10 juli 1569                     | Ärkebiskop Laurentius Petri Nericius  |        |
| Gunilla Bielke                      |      | Johan III           | Västerås                         | 22 februari 1585                 | Ärkebiskop Andreas Laurentii Björnram |        |
| Anna av Österrike                   |      | Sigismund           | Uppsala                          | 19 februari 1594                 | Ärkebiskop Abraham Angermannus        |        |
| Kristina av Holstein-Gottorp        |      | Karl IX             | Uppsala                          | 15 mars 1607                     | Ärkebiskop Olaus Martini              |        |
| Maria Eleonora av Brandenburg       |      | Gustav II Adolf     | Stockholm                        | 28 november 1620                 |                                       |        |
| Hedvig Eleonora av Holstein-Gottorp |      | Karl X Gustav       | Stockholm                        | 25 oktober 1654                  |                                       |        |
| Ulrika Eleonora av Danmark          |      | Karl XI             | Stockholm                        | 25 november 1680                 |                                       |        |
| Lovisa Ulrika av Preussen           |      | Adolf Fredrik       | Stockholm                        | 26 november 1751                 | Ärkebiskop Henric Benzelius           |        |
| Sofia Magdalena av Danmark          |      | Gustav III          | Stockholm                        | 28 maj 1772                      | Ärkebiskop Magnus Beronius            |        |
| Fredrika av Baden                   |      | Gustav IV Adolf     | Norrköping                       | 3 april 1800                     | Ärkebiskop Uno von Troil              |        |
| Charlotta av Holstein-Gottorp       |      | Karl XIII           | Stockholm                        | 29 juni 1809                     | Ärkebiskop Jacob Axelsson Lindblom    |        |
| Desideria                           |      | Karl XIV Johan      | Stockholm                        | 21 augusti 1829                  | Ärkebiskop Carl von Rosenstein        |        |
| Josefina av Leuchtenberg            |      | Oscar I             | Stockholm                        | 21 september 1844                | Ärkebiskop Carl Fredrik af Wingård    |        |
| Lovisa av Nederländerna             |      | Karl XV             | Stockholm                        | 3 maj 1860                       | Ärkebiskop Henrik Reuterdahl          |        |
| Sofia av Nassau                     |      | Oscar II            | Stockholm                        | 12 maj 1873                      | Ärkebiskop Anton Niklas Sundberg      |        |
| Victoria av Baden                   |      | Gustaf V            | Ej krönt                         | Ej krönt                         | Ej krönt                              |        |
| Louise                              |      | Gustaf VI Adolf     | Ej krönt                         | Ej krönt                         | Ej krönt                              |        |
| Drottning Silvia                    |      | Carl XVI Gustaf     | Ej krönt                         | Ej krönt                         | Ej krönt                              |        |